# Сеген, Марк
Марк Сеген (фр. Marc Seguin; 10 апреля 1786, Анноне, Франция — 24 февраля 1875) — французский инженер, изобретатель тросовых висячих мостов и жаротрубного парового котла паровой машины. 

## Биография
Марк Сеген родился 10 апреля 1786 года в Анноне в регионе Рона-Альпы, департамента Ардеш на юго-востоке Франции в семье Марка Франсуа Сегена (1757—1832) (фр. Marc François Seguin) (основателя компании «Seguin & Co») и Весы-Августины де Монгольфье (1764—1843) (англ. Thérèse-Augustine de Montgolfier) (племянницы Жозефа Монгольфье).
Марк Сеген был изобретателем и предпринимателем. Он разработал и построил первый подвесной мост в континентальной Европе. Занимался строительством, а позже руководил сбором пошлин за пользование мостами, в целом в его подчинении было 186 мостов на территории всей Франции.
Вскоре после открытия в 1825 году железной дороги Стоктон — Дарлингтон в Англии он посетил её и изучал работу паровоза Джорджа Стефенсона. В 1829 году он обеспечил поставку двух паровозов собственной конструкции для железной дороги Сент-Этьен-Лион. В них использовался инновационный жаротрубный паровой котел, а также вентиляторы с механическим приводом для увеличения тяги при горении вместо конусной устройства с подачей отработанного пара, который в то время использовался для улучшения тяги. Котел напоминал по некоторым признакам позднюю конструкцию шотландского типа парового котла тем, что имел большой коллекторный дымоход от печи, и много трубок малого диаметра, которые направлены к дымоходу над топочной дверцей. Продукты горения топлива проходили от камеры сгорания к дымовой трубе через эти трубки. Проект Сегена позволил увеличить площадь контакта топочных газов с водяной рубашкой топки что обеспечило рост мощности нагрева.
Разработанная конструкция парового котла позволила увеличить мощность и скорость движения паровозов из около 6 до более 25 км / ч, что стало толчком в развитии железных дорог. Позже Сеген сотрудничал с Джорджем Стефенсононом, помогая ему в разработке паровозного котла для «Ракеты Стефенсона», что обеспечило победу в Рейнхильских состязаниях.
Вместе со своими братьями Камилем (1793—1852), Жюлем (1796—1868), Паулем (1797—1875) и Чарльзом (1798—1856), а также двоюродным братом Вицентий Миньо развивал начатый его отцом бизнес в других отраслях: текстильной, бумажной, газового освещения, угледобычи и конструирования. Его внуком был пионер авиации Луи Сеген (1869—1918), один из основоположников мирового авиационного моторостроения и основатель компании Гном-Рон.

## Награды и признание
В 1836 году Марк Сеген стал кавалером Ордена Почетного Легиона, а в 1866 году офицером этого Ордена. В 1866 году стал членом Французской академии наук. Он является автором многих книг их применения физики и математики при строительстве мостов и паровых двигателей для локомотивов.
Его имя внесено в список величайших учёных Франции, помещённый на первом этаже Эйфелевой башни.